# 体仁阁
39°54′59″N 116°23′54″E / 39.91627°N 116.398387°E

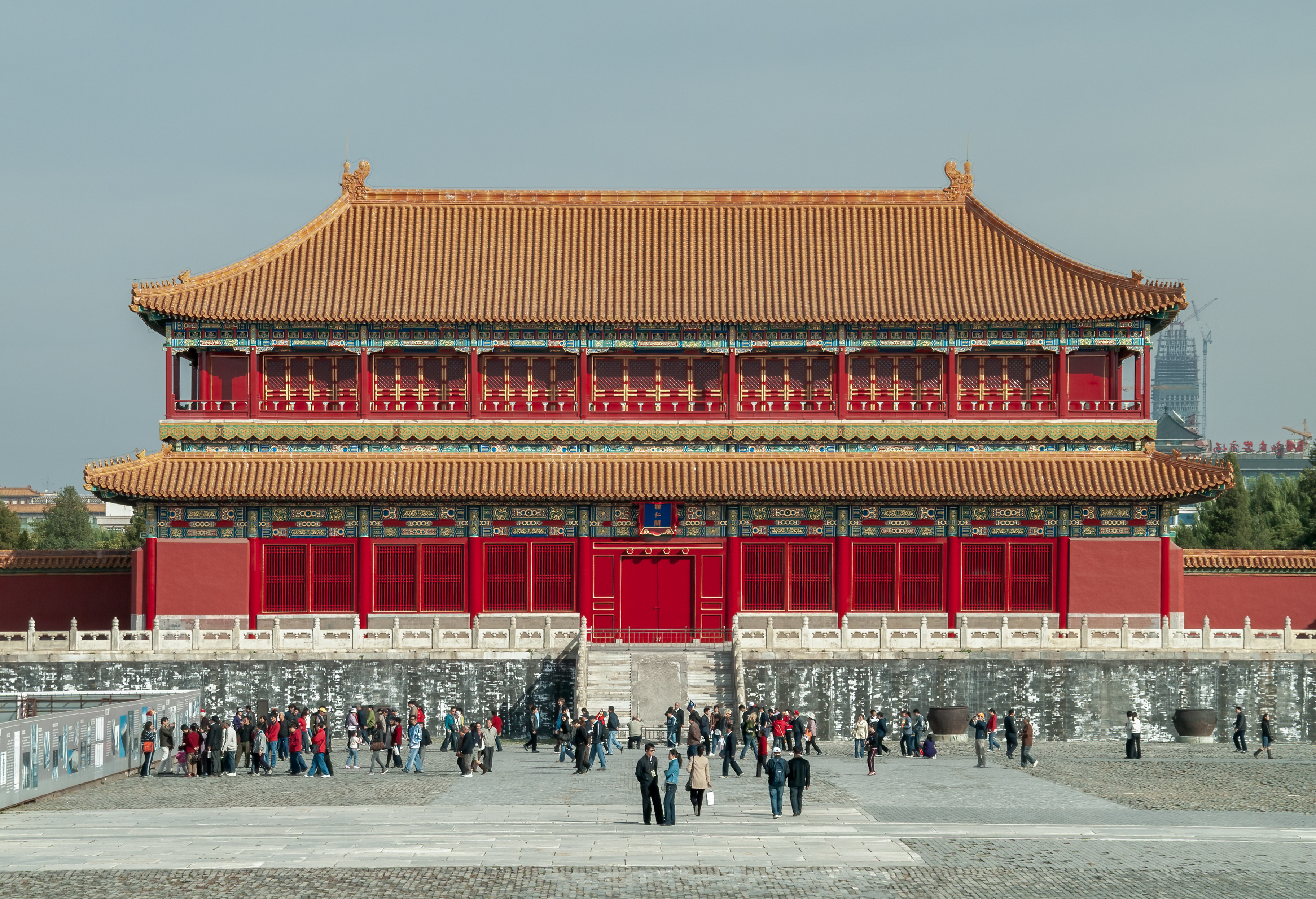
体仁阁

體仁閣，位於紫禁城太和殿前廣場东庑，與西庑弘義閣遥遥相對。

## 历史
體仁閣位于太和殿前广场内东侧，坐东朝西，与弘義閣相对立。體仁閣始建于明朝永乐十八年（1420年），明初称为“文楼”，明朝嘉靖四十一年（1562年）改称“文昭阁”，清朝顺治三年（1646年）改称“體仁閣”。清朝乾隆四十八年六月（1783年），體仁閣毁于火，同年依照弘義閣的形制重建。
明朝體仁閣的用途，见于记载的仅有永乐十八年三殿大火后到嘉靖年间，體仁閣一直用来存放《永乐大典》；嘉靖三十六年遭灾后，體仁閣的使用情况不得而知。明代大朝會或頒詔大禮，欽天監於文昭閣報時、雞唱:日出卯、照萬方、光四表。洪武朝，相對武樓作為公主出嫁的典禮所在，文樓則作為皇帝大婚儀式、皇太子納妃儀、萬壽節賜宴的地方。康熙十八年三月（1679年），詔舉博學鴻儒143人於體仁閣，试诗比赋，取上等20人，二等30人，共同纂修《明史》。清朝各朝御容也曾收藏於體仁閣。乾隆年间重建之后，體仁閣兩廡作为内务府廣儲司六庫，内设收贮缎绣木架143座。
1919年和1921年，古物陈列所先后进行了体仁阁、弘義閣的加固维修工程，但因所用支顶的木柱过细而遭承重梁压弯，1953年又进行翻修。“2003~2005故宫古建筑修缮计划”中显示，体仁阁在2003年已被列为故宫博物院大修项目之一。体仁阁修缮工程启动后，中途停工。2006年，据工作人员透露，体仁阁的停工原因是，修缮人员在修缮中发现阁内一根主梁已糟朽不敷使用，乃决定更换，但该主梁为金丝楠木搭建，施工人员遍寻中国也未找到可替换的金丝楠木，体仁阁大修工程遂停工。故宫博物院古建修缮中心主任李永革对此予以否认称：“停工主要是因为修缮方案需要更改！”体仁阁大修工程完工后，作为文物库房使用。例如故宫博物院共收藏20件马车，其中残损者约15件，原存放在太和门的西府，“房子特别老旧，一脚踩进去，灰尘几厘米厚”，后因修理房屋，又被迁至东南角楼，2013年时则正存放在体仁阁。

## 建筑
体仁阁高25米，位于崇基之上，分为上、下两层，黄色琉璃瓦庑殿顶。下层面阔九间，进深三间，明间设有双扇板门，左右各三间安有一码三箭式直棂窗，两梢间、山墙以及后檐使用砖墙封护。檐下施单昂三踩斗栱。一层的屋檐上四周为平座，平座周围廊安装24根方形擎檐柱，以支承顶层的屋檐，柱间设有寻杖栏杆，在平座上可以凭栏远眺。二层楼七间，四面出廊，前檐装修斜格棂花槅扇28扇，梢间、山墙、后檐墙以木板做成封护墙，以减少下层的承重。檐下施重昂五踩斗栱。檐角脊兽7个。